# Puchar Kontynentalny w biegach narciarskich 2012/2013
Sezon 2012/2013 Pucharu Kontynentalnego w biegach narciarskich – dziewięć cyklów zawodów stanowiących zaplecze Pucharu Świata.

## Cykle składowe
- Australia/New Zealand Cup w biegach narciarskich 2012
- Balkan Cup w biegach narciarskich 2013
- Eastern Europe Cup w biegach narciarskich 2012/2013
- Far East Cup w biegach narciarskich 2012/2013
- Noram Cup w biegach narciarskich 2012/2013
- Alpen Cup w biegach narciarskich 2012/2013
- Scandinavian Cup w biegach narciarskich 2012/2013
- Slavic Cup w biegach narciarskich 2012/2013
- US Super Tour w biegach narciarskich 2012/2013